# Лунатизм (фильм, 2005)
«Лунатизм» (или «Безумие», в оригинале чеш. Šílení) — кинофильм чешского кинорежиссёра Яна Шванкмайера. Фильм ужасов, проверяющий два подхода к руководству психиатрической больницей — «абсолютная свобода» против «контроля и наказания» — в пределах контекста мира, который комбинирует худшее из обоих.
 Великий чешский аниматор положил в основу своей сюрреалистической фантазии рассказы Эдгара По «Преждевременное погребение» и «Система доктора Смоля и профессора Перро», изрядно нашпиговав его отсылками к Маркизу де Саду — в первую очередь, к его трактовке телесности.

## Сюжет
Франция. Молодой человек по имени Берло после похорон матери видит повторяющийся сон. Раздаётся стук в дверь и его личные вещи — полотенце, белье предательски лезут к двери, чтобы открыть её. В комнату врываются здоровенные санитары, надевают на Берло смирительную рубаху, он сопротивляется и во сне сокрушает и разбивает все в комнате. На этот раз очнуться от кошмара помогает ему неизвестный пожилой человек, приглашающий Берло к себе в гости.
Так герой знакомится с загадочным Маркизом и его замком, где хозяин устраивает оргии в часовне. Они сопровождаются бешеными проклятиями Маркиза в адрес Бога и природы, а потом каталептическими приступами. Излечивается Маркиз от них весьма оригинально: он распоряжается похоронить себя заживо. И только эта процедура возвращает его на некоторое время к нормальной жизни. С Берло после всего этого случается приступ — с видениями бегающих отрезанных языков и кусков ожившего мяса, и Маркиз советует ему полечиться в лечебнице для душевнобольных, которой заведует его друг, активный участник оргий.
В больнице работает сестрой и другая участница забав Маркиза — Шарлотта, открывшая влюблённому в неё новому другу тайну: год назад под предводительством Маркиза и его друзей в больнице произошло восстание сумасшедших, и настоящий доктор-директор вместе с персоналом содержится в ужасных условиях в подвалах дома. Она же была принуждена к участию в оргиях. Заворожённый Шарлоттой, Берло находит ключи от подвалов и освобождает узников, обросших куриными перьями и потерявших человеческий облик.
Отомстив обидчикам, новый директор, объясняет своему освободителю Берло методику собственной терапии при лечении душевных болезней: Душа и Тело непрерывно борются за человека. Если побеждает Душа, то заболевает Тело, если побеждает Тело, то человек заболевает психическим расстройством. Терапия Доктора заключается в ослаблении тела физическими наказаниями. Приведённый Маркиз и его друзья подвергаются самым страшным пыткам, они демонстрируются методом анимации на кусках живого мяса. Страдающая девушка оказывается ненасытной любовницей доктора-садиста, а страшный сон молодого Берло о живодёрах-санитарах и смирительной рубахе становится явью.

## В ролях
| Актёр           | Роль            |
| --------------- | --------------- |
| Павел Лишка     | Жан Берло       |
| Ян Тршиска      | Маркиз          |
| Анна Гейслерова | Шарлотта        |
| Ярослав Душек   | Доктор Мурллопп |
| Мартин Губа     | Доктор Кульмьер |
| Павел Нова      | Слуга Доминик   |

## Награды и номинации
- 2 номинации на «Чешские львы» в номинациях «Лучший арт-директор» — Ева Шванкмайерова, «лучший плакат».
- 2 премии за «Лучший режиссёр» (Ян Шванкмайер) и «Лучший актёр» (Ян Тршиска).